# Moto X (segona generació)
El Motorola Moto X és un telèfon intel·ligent de gamma alta, és la segona generació del telèfon intel·ligent Moto X de l'any 2013, part de la família Moto. Fabricat per Motorola Mobility.
Aquest model millora el model de primera generació amb un disseny de major qualitat. Es va construir amb materials nobles com el metall, el cuir o la fusta en la part posterior, també millora les seves especificacions, incloent un processador de quatre nuclis i una pantalla [Full Hd], entre altres millores.

## Especificacions

### Maquinari
La segona generació del Moto X té un disseny similar al seu predecessor amb una part posterior corbada, però afegint certes millores com un marc d'alumini, un altaveu frontal i un conjunt de sensors infrarojos de moviment. També ens podem trobar el logotip de Motorola en la part posterior amb un acabat metàl·lic.
El seu maquinari intern també va millorar, incorporant una pantalla Amoled (la mateixa tecnologia usada per Samsung) Full HD de 5.2 Polzades, un processador Qualcomm Snapdragon 801 Quad-core a 2.5 GHz acompanyat de 2 GB de RAM, una càmera posterior de 13 megapíxeles amb suport per a enregistrament en format 4K, SlowMotion(Càmera Lenta) 1080p, també una càmera frontal de 2 megapixeles (amb enregistrament a 1080p) i 16 o 32 GB d'emmagatzematge intern no ampliables per targeta MicroSD. La seva càmera posterior té un anell que l'envolta que conté dos Flaix LED situats en els costats per millorar la qualitat de la fotografia.

### Programari
La segona generació ve amb la versió pura de Android™ 4.4.4 KitKat. Inclou al seu programari Moto Voice, un assistent personal que funciona mitjançant la utilització de instruccions de veu.

## Configuracions i funcions
- Manuals interactius Arxivat 2015-08-06 a Wayback Machine.